# Морадхани, Фариде
Фариде Морадхани (перс. فریده مرادخانی‎; род. 1971) — иранская правозащитница, выступающая, в частности, за отмену смертной казни в Иране и за расширение гражданских прав и свобод на всём Ближнем Востоке. Является племянницей высшего лидера Ирана аятоллы Али Хаменеи.
В январе 2022 года выступающая против духовного руководства Ирана Морадхани была задержана — в её доме прошли обыски, были конфискованы некоторые вещи, а сама женщина направлена в 209-е отделение тюрьмы Эвин, известное как место содержания политзаключённых. Одной из версий этого ареста называется выступление Морадхани в октябре 2021 года на видеоконференции, посвящённой 83-летию Фарах Пехлеви, вдовы шаха Мохаммеда Резы Пехлеви, свергнутого в результате Исламской революции 1979 года, называя её «шахбану» («императрицей») и призвая вернуться в страну, чтобы возглавить «возрождение» иранской культуры. В апреле 2022 года была освобождена под залог в 10 миллиардов туманов до окончания судебного разбирательства.
23 ноября 2022 года Мордхани обратилась в прокуратуру согласно постановлению суда, после чего вновь была арестована.
25 ноября 2022 года её брат Махмуд Морадхани, проживающий во Франции, в социальной сети опубликовал видеозапись, в которой Фариде призывает иностранные правительства разорвать все связи с «кровожадным режимом» Тегерана, заявив, что он «не верен ни одному из своих религиозных принципов и не знает никаких законов или правил, кроме применения силы и поддержания своей власти любым возможным способом». Она также обвинила в бездействии Организацию Объединенных Наций, заявив, что «организация ставит свои интересы выше справедливости, равенства и мира во всем мире, и призвав её принять практические меры против ужасных преступлений режима».

## Семья
Мать Фариде Морадхани, Бадри Хоссейни Хаменеи, является родной сестрой высшего лидера Ирана Али Хаменеи. Отец Фариде, Али Техрани, был священнослужителем и видным оппозиционным деятелем; скончался в октябре 2022 года.